# Trichomyia vargasi
Trichomyia vargasi är en tvåvingeart som först beskrevs av Barretto 1954.  Trichomyia vargasi ingår i släktet Trichomyia och familjen fjärilsmyggor. Inga underarter finns listade i Catalogue of Life.